# Psyonix
Psyonix Inc. est une société de développement américaine basée à San Diego, Californie. La compagnie est créée en 2000 par Dave Hagewood, après avoir développé des logiciels internet et multimédia sous le nom de WebSite Machines. Elle est reconnue légalement le 30 avril 2001. Le premier projet de jeu de la société est Proteus. En 2004, la compagnie se déplace de son lieu d'origine Satellite Beach, en Floride à Raleigh, en Caroline du nord, puis à Cary, en Caroline du Nord en 2005, et enfin à San Diego, en Californie en 2009.
La société publie Supersonic Acrobatic Rocket-Powered Battle-Cars et Monster Madness: Grave Danger (en) en 2008, et continue sur d'autres projets incluant des contrats pour des licences à gros budgets. La société travaille ensuite sur le successeur de Battle-Cars, Rocket League, qui devient un succès commercial pour la compagnie, et engendre 70 millions de dollars de bénéfice. Le succès de Rocket League oblige la société à changer son modèle économique, car elle souhaite développer ses propres jeux au lieu d'accepter des contrats.
En mai 2019, Epic Games annonce l'acquisition de Psyonix.

## Jeux développés

### Jeux Développés uniquement par Psyonix
En 2008, Psyonix sort son premier jeu créé uniquement par l’entreprise : Supersonic Acrobatic Rocket-Powered Battle-Cars. Un jeu où 8 joueurs séparés en 2 équipes s’affrontent dans un terrain de football fermé et contrôlent une voiture pour frapper un ballon en metal et marquer dans le but adverse. La voiture possède un boost et un double saut pour pouvoir déplacer sa voiture dans les airs.
Ils sortent ARC Squadron (en) en 2012, disponible uniquement sur l’App Store. Dans quelques 64 niveaux, le joueur doit contrôler un vaisseau qu’il peut personnaliser pour tuer des monstres dans l’espace.

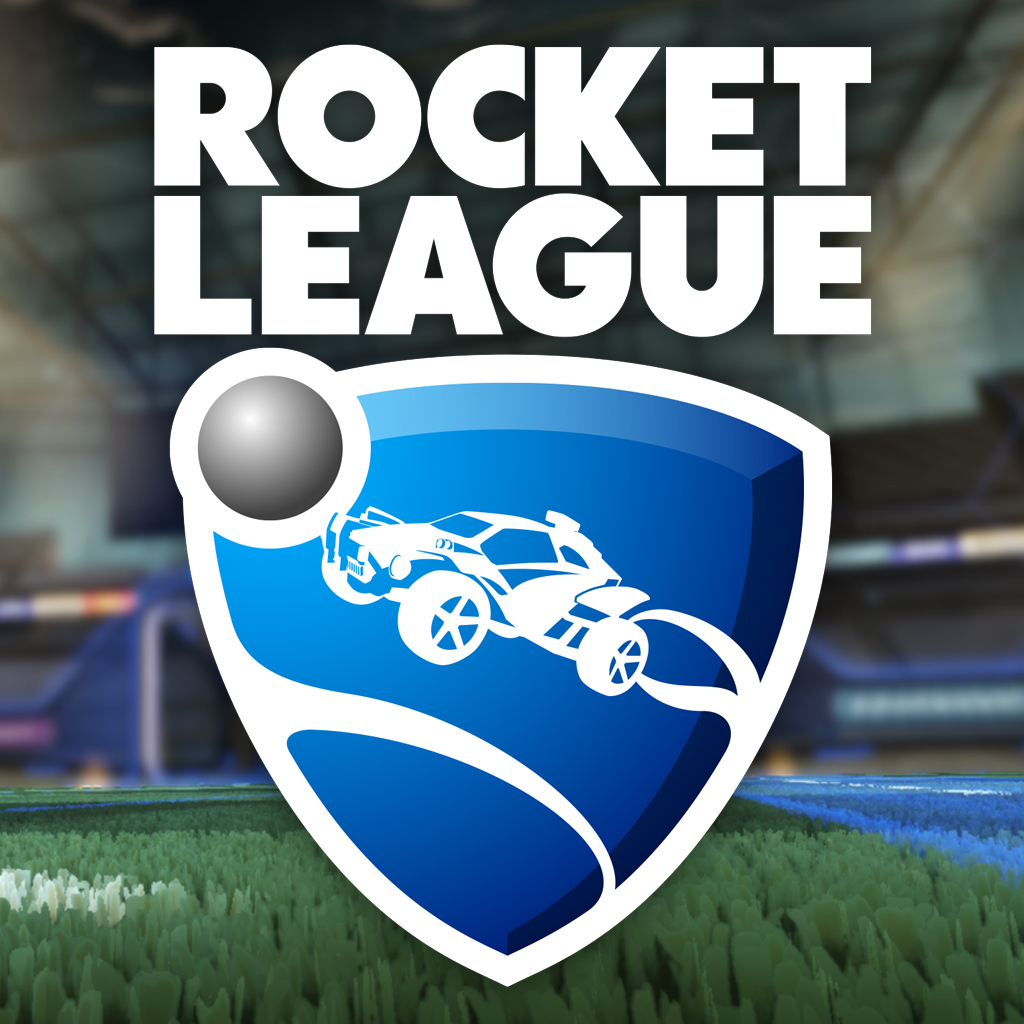
Logo du jeu Rocket League

Rocket League est l’amélioration de Supersonic Acrobatic Rocket-Powered Battle-Cars qu’ils sortent en 2015. Cette fois-ci les équipes sont composées de 1, 2 ou 3 joueurs et d’autres sports sont représentés comme le basket-ball ou encore le volley-ball.
Ils créent ensuite deux versions de Rocket League : Rocket League Game of the Year Edition en 2016 et Rocket League: Ultimate Edition en 2018.
Un nouveau jeu mobile sort en 2021: Rocket League Sideswipe. C’est le même jeu que Rocket League mais en deux dimensions.

### Contributions
- 2004 — Unreal Tournament 2004
- 2006 — Gears of War

- 2007 — Unreal Tournament 3
- 2011 — Bulletstorm
- 2011 — Homefront
- 2012 — Mass Effect 3
- 2012 — XCOM: Enemy Unknown
- 2023 — Fortnite (Rocket Racing)